# Ronaldo Deaconu
Ronaldo Octavian Andrei Deaconu (Bucarest, 13 maggio 1997) è un calciatore rumeno, centrocampista del Nyíregyháza.

## Statistiche

### Presenze e reti nei club
Statistiche aggiornate al 19 luglio 2019.
| Stagione                 | Squadra                  | Campionato               | Campionato | Campionato | Coppe nazionali | Coppe nazionali | Coppe nazionali | Coppe continentali | Coppe continentali | Coppe continentali | Altre coppe | Altre coppe | Altre coppe | Totale | Totale |
| Stagione                 | Squadra                  | Comp                     | Pres       | Reti       | Comp            | Pres            | Reti            | Comp               | Pres               | Reti               | Comp        | Pres        | Reti        | Pres   | Reti   |
| ------------------------ | ------------------------ | ------------------------ | ---------- | ---------- | --------------- | --------------- | --------------- | ------------------ | ------------------ | ------------------ | ----------- | ----------- | ----------- | ------ | ------ |
| 2016-feb. 2017           | Târgu Mureș              | LI                       | 9          | 0          | CR+CdL          | 2+1             | 1+0             | -                  | -                  | -                  | -           | -           | -           | 12     | 1      |
| feb.-giu. 2017           | Concordia Chiajna        | LI                       | 0+7        | 0          | CR+CdL          | -               | -               | -                  | -                  | -                  | -           | -           | -           | 7      | 0      |
| 2017-2018                | Concordia Chiajna        | LI                       | 20+12      | 3          | CR              | 1               | 0               | -                  | -                  | -                  | -           | -           | -           | 33     | 3      |
| 2018-gen. 2019           | Concordia Chiajna        | LI                       | 16         | 0          | CR              | 1               | 0               | -                  | -                  | -                  | -           | -           | -           | 17     | 0      |
| Totale Concordia Chiajna | Totale Concordia Chiajna | Totale Concordia Chiajna | 55         | 3          |                 | 2               | 0               |                    | -                  | -                  |             | -           | -           | 57     | 3      |
| gen.-giu. 2019           | HNK Gorica               | 1. HNL                   | 5          | 0          | -               | -               | -               | -                  | -                  | -                  | -           | -           | -           | 5      | 0      |
| 2019-2020                | HNK Gorica               | 1. HNL                   | 0          | 0          | CC              | 0               | 0               | -                  | -                  | -                  | -           | -           | -           | 0      | 0      |
| Totale HNK Gorica        | Totale HNK Gorica        | Totale HNK Gorica        | 5          | 0          |                 | 0               | 0               |                    | -                  | -                  |             | -           | -           | 5      | 0      |
| Totale carriera          | Totale carriera          | Totale carriera          | 69         | 3          |                 | 5               | 1               |                    | -                  | -                  |             | -           | -           | 74     | 4      |